# النعمان بن عدي
النعمان بن عدي بن نضلة بن عبد العزى بن حرثان بن عوف بن عبيد بن عويج بن عدي بن كعب. العدوي القرشي . صحابي من الولاة. من المهاجرين مع أبيه إلى الحبشة في بادية ظهور الإسلام.
ولاه عمر بن الخطاب ميسان (بين البصرة وواسط)، وهو الوحيد من بني عدي بن كعب الذين تولوا في عهده (وهم عشيرة الخليفة)، وذلك لما يعلم من صلاحه، لكنه عزله حينما سمعه يقول أبياتا عن الخمر. حيث قال:
فقال عمر حين سمع ذلك: «نعم والله إن ذلك ليسوءني ، فمن لقيه فليخبره أني قد عزلته»، وعزله . فقدم عليه النعمان، واعتذر قائلاً :«والله يا أمير المؤمنين ، ما صنعت شيئاً مما بلغك أني قلته قط ، ولكني كنت امرأ شاعراً، وجدت فضلاً من قول، فقلت فيما تقول الشعراء». فقال له عمر: «وأيم الله ، لا تعمل لي  على عمل ما بقيت ، وقد قلت ما قلت».
عاش في البصرة، وغزا مع المسلمين حتى مات.